# Ménagier de Paris

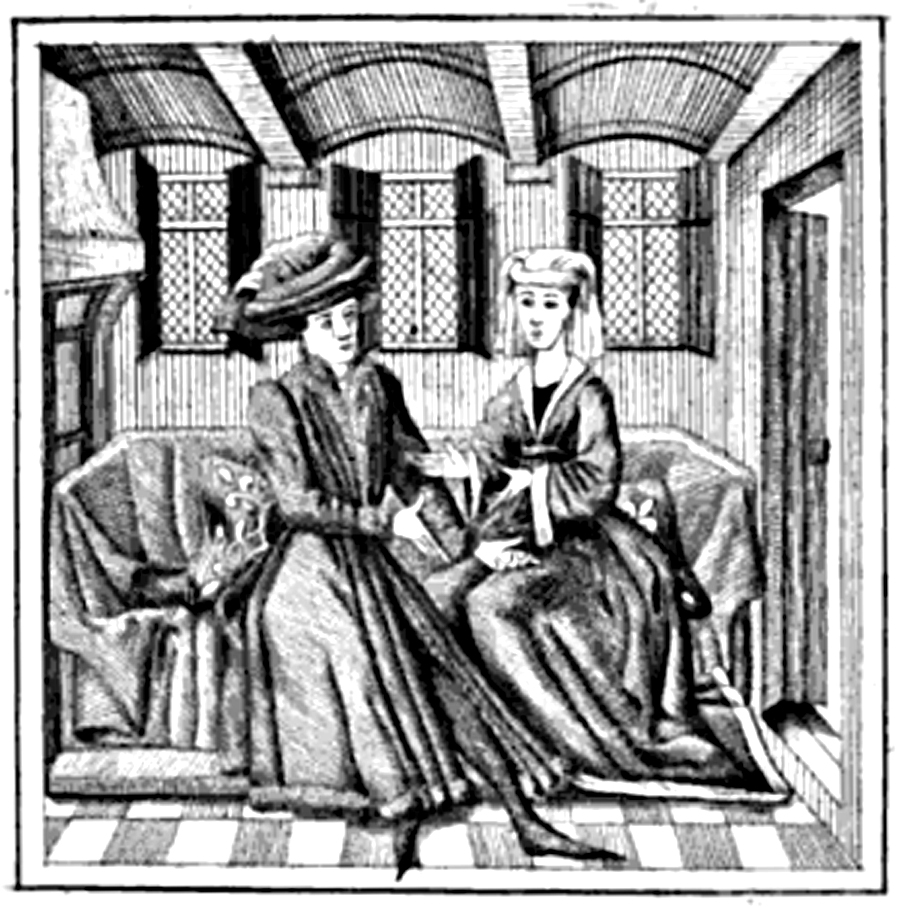
Miniature du Ménagier de Paris.

Le Ménagier de Paris est un livre manuscrit d'économie domestique et culinaire rédigé au XIVe siècle. Il est attribué à un bourgeois parisien, qui l'aurait écrit à l'intention de sa jeune épouse afin de lui faire connaitre la façon de tenir sa maison et de faire la cuisine. Il comprend des enseignements en matière de comportement social et sexuel, des recettes et des conseils pour la chasse et le jardinage. Son intérêt est autant historique et linguistique que culinaire. Ce dernier aspect a cependant été le plus souvent mis en valeur aux XXe et XXIe siècles ; il passe pour le plus grand traité culinaire français du Moyen Âge.
Il a été publié pour la première fois par le baron Jérôme Pichon en 1846 pour la Société des bibliophiles français.

## Le Ménagier

### Contexte
Le Ménagier a été écrit entre juin 1392 et septembre 1394, donc après l'avènement du roi Charles VI de France, dit Charles le Bien-Aimé, mais résulte du mouvement littéraire qui s'est développé sous Charles V le Sage ; ce roi, qui a fondé la Librairie royale (future Bibliothèque nationale de France), a encouragé ses sujets à l'écriture de traités divers, techniques ou non.

### Auteur
Les données historiques relevées par Jérôme Pichon permettent d'affirmer que l'auteur du Ménagier, un bourgeois parisien, est âgé lorsque l'ouvrage est rédigé. Il vient d'épouser une adolescente de 15 ans, de bonne condition mais venant d'une autre province et orpheline, qu'il se met aussitôt à former quant aux devoirs d'une épouse. Cette jeune femme le prie, dès la première semaine de leur mariage, de réserver ses remarques et réprimandes aux moments qu'ils partagent en privé, tout en manifestant le désir d'apprendre et de satisfaire son mari. Dans le prologue du livre, l'auteur expose cette demande et sa décision qui en résulte de rédiger un traité éducatif pour sa femme, mais qui pourrait aussi être utile pour ses filles et pour d'autres jeunes épouses.
Incipit (fol.1r)
Chere souer pour ce que vous estant en laage de xv.ans et la sepmaine que vous et moy feusmes espousez me priastes que ie espargnasse a v(ost)re jeunesse et a v(ost)re petit et ignorant seruice jusques ace que vous eussiez plus veu apris...
(Comprendre : « Chère sœur, puisque vous êtes âgée de quinze ans et que vous m'avez prié, la semaine où nous nous sommes mariés, de vous épargner durant votre jeunesse de votre petit et ignorant service, et cela jusqu'à ce que vous l'ayez mieux appris, … »)
Incipit (fol.2r)
vous mesme vous peussiez introduire parmi v(ost)re peine et labour et a la fin me semble que se v(ost)re affection y est telle come vous mauez monstre...
Manifestement intelligent et riche, l'auteur appartient très probablement à cette bourgeoisie dans laquelle Charles V a recruté ses administrateurs et qui a fourni à la France les gens d'église, du parlement et des finances ; il rédige sur un ton tendre, paternel et mélancolique, prévoyant que les conseils donnés à sa jeune femme lui serviront pour un second mari. Le style, cependant clair, précis et énergique, comme les informations historiques et anecdotiques très diverses qui parsèment l'œuvre et constituent un intérêt supplémentaire, indiquent un homme éclairé, au courant de l'histoire de son temps, des pratiques économiques et sociales.
Dans son ouvrage publié en 1996, Living and Dining in Medieval Paris: The Household of a Fourteenth-Century Knight, Nicole Crossley-Holland consacre une partie de son ouvrage à l'enquête sur l'identité de l'auteur du Ménagier, sujet également étudié en détail par Bruno Laurioux l'année suivante, mais sans conclusion pour sa part. Nicole Crossley-Holland fournit une enquête détaillée et appuyée par des recherches en archives lui permettant de conclure que le Ménagier de Paris serait un certain Guy de Montagny, chevalier au service du duc Jean de Berry. Comme l'auteur le fait remarquer, Montagny est le seul qui réponde à tous les critères, à savoir être d'un niveau social suffisant, être dans l'entourage du duc de Berry, ce que Bruno Laurioux avait aussi conclu, avoir été dans tous les endroits où le Ménagier a été témoin d'événements particuliers, être d'un âge d'une cinquantaine d'années ou plus vers la fin du XIVe siècle, enfin posséder une demeure à Paris pendant la période de l'écriture, vers 1390-1394. Cette démonstration permettant d'affirmer l'identité de l'auteur du texte n'a pour le moment pas fait l'objet de critiques ou de contre-proposition par le corps universitaire.
Dans son ouvrage publié en 2024 "Vivre en bourgeoise au Moyen Âge. Les leçons du Mesnagier de Paris (1393)" Karin Ueltschi, sans chercher à nommer les personnages, tire les leçons du Mesnagier et centre son étude sur la vie d'une prudefemme en 1400. « En creux du vieux parchemin ne se dessine pas seulement le contour de la parfaite Bourgeoise, mais également l'aimable portrait d'un mari délicat, d'un prudhomme qui nous a laissé l'exquis tableau de sa jeune femme. … »

#### Sources duMénagier de Paris
La grande variété des sujets traités dans le Ménagier fait penser que son auteur n'a pas été le seul à le rédiger, au début des années 1390.
Tout au moins, il a fait des emprunts à d'autres ouvrages, comme il l'indique lui-même à plusieurs reprises.
On reconnait notamment, quant aux recettes de cuisine, l'usage du Viandier de Taillevent et du Livre fort excellent de cuisine (dont la plus ancienne édition connue est très postérieure à la rédaction, puisque datant de 1542, une réimpression étant faite entre 1566 et 1574, sous le titre Grand cuisinier de toutes cuisines). L'auteur s'est également basé sur le Roman des sept sages de Rome et sur les Moralités sur le jeu des eschecs.

### Contenu
Le Ménagier est un traité de morale et d'économie domestique, ce qui signifie qu'on y trouve des réflexions philosophiques et des conseils pratiques sur ce qui touche à la vie familiale, à sa préservation et à son organisation ; dans ce dernier cadre, il comprend des recettes fort intéressantes pour les cuisiniers comme pour les historiens de l'art culinaire.
Tel qu'imprimé par Pichon, il est composé en deux tomes :
Tome I
- Prologue de l'auteur
- Première distinction (première partie) comportant 9 articles (chapitres) :

1. Saluer et regracier Dieu à son esveiller et à son lever, et s'atourner convenablement ;
2. S'accompagner convenablement ;
3. Aimer Dieu, le servir et se tenir en sa grâce — De la messe — Contrition — Confession — Des péchés mortels — Des sept vertus ;
4. Garder continence et vivre chastement — De Susanne — De Raymonde — De Lucrèce — Des reines de France ;
5. Être amoureuse de son mari — D'Ève — De Sara — De Rachel — Du chien Maquaire — Du chien de Niort ;
6. Être humble et obéissante à son mari — Histoire de Griselidis — Femme laissant noyer son mari — D'Ève — De Lucifer — D'une bourgeoise — Du bailly de Tournay — Des abbés et des mariés — De madame d'Andresel — Des maris de Bar-sur-Aube — D'une cousine de la femme de l'auteur — De la Romaine ;
7. Être curieuse et soigneuse de la personne de son mari — Bons traitemens — Des puces — Des mouches ;
8. Être discrète — De Papirius — De la femme qui pond un œuf — Des mariés de Venise — D'un sage homme parisien trompé par sa femme — D'un notable avocat ;
9. Reprendre doucement son mari dans ses erreurs — Histoire de Mellibée — De Jehanne la Quentine.

Tome II

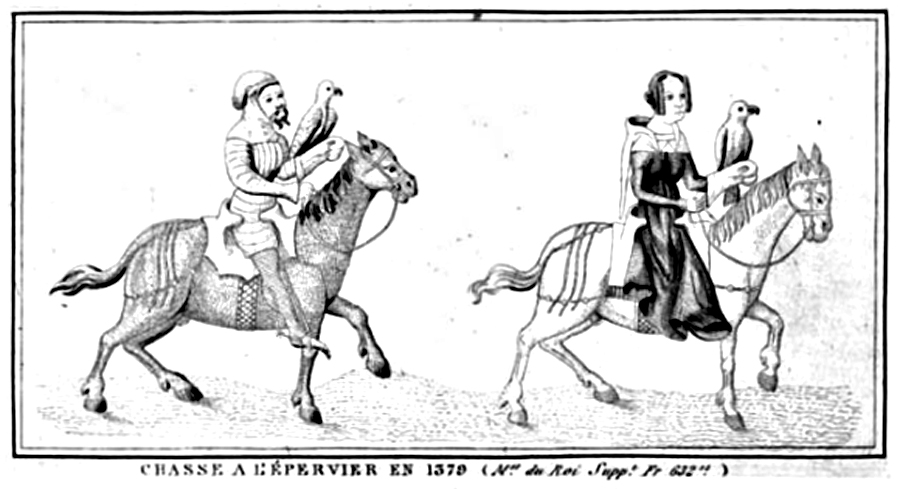
Chasse à l'épervier, 1379. Illustration figurant dans le Ménagier de Pichon.

- Seconde distinction comportant 5 articles, 1 appendice et un complément :

1. Avoir soin de son mesnage ; diligence et persévérance — Le Chemin De Pauvreté Et De Richesse, par Jean Bruyant ;
2. Du jardinage ;
3. Choisir varlets, aides et chambrières, et les mettre en œuvre — Jeune femme parlant grossièrement — Soins de la maison — Vie à la campagne — Recettes diverses — Des domestiques — Des chevaux ;
4. Savoir ordonner dîners et soupers — Le fait des bouchers et poulaillers, ib. — Termes généraux de cuisine — Dîners et soupers — Aucuns incidens servans à ce propos (repas de l'abbé de Lagny, noces, etc.) ;
5. Commander, deviser et faire faire toutes manières de potaiges, etc., et autres viandes — Termes généraux de cuisine, ib. — Potages communs sans espices et non lians — Potages qui sont à espices et non lians — Potages lians de char — Potages lians sans char — Rost de char — Pastés — Poisson d'eaue doulce — Poisson de mer ront — Poisson de mer plat — Œufs de divers appareils — Entremès, fritures et dorures — Autres entremès — Saulces non boulies — Saulces boulies — Buvrages pour malades — Potages pour malades — Autres menues choses qui ne sont de nécessité — Autres menues choses diverses qui ne désirent point de chappitre.

Appendice à l'article 5 ;
Recettes d'Hotin, cuisinier de monseigneur de Roubais.
- Troisième distinction comportant un seul article

1. Savoir nourrir et faire voler l'esprevier — Chiens espaignols — Éperviers niais — Plumage de l'épervier — Affaitement de l'épervier — Vol des champs — Chasse en août — Chasse en septembre — Épervier en mue — Ëpervier branchier et mué de haie — Mué et hagart — Maladies de l'épervier — De l'autour — Autres oiseaux de proie — Maladies des oiseaux.

## La publication
En 1843, Jérôme Pichon acquiert un manuscrit qu'il a découvert dans le catalogue de vente de la collection Huzard.
Rapidement convaincu de l'intérêt de ce document de 280 feuillets de papier in-folio parvo, il entreprend des recherches en vue de la publication d'une œuvre restée oubliée pendant 450 ans. Dès le 14 mai 1845, la Société des bibliophiles français en décide l'impression, avant que des informations sur d'autres exemplaires du livre ne soient connues.
Par des amis et relations, Pichon découvre en effet qu'il existe un manuscrit sur vélin, plus ancien que le sien, de 173 feuillets in-folio, datant apparemment du XVe siècle et orné d'une miniature ; ce manuscrit est répertorié sous les n° 836 et 1758 de la Bibliothèque protypographique. Un autre manuscrit sur vélin de 193 feuillets de format in-folio, écriture gothique batarde, légèrement postérieur au précédent, portant « une bordure d'arabesques en or et en couleur dans laquelle se trouve au bas de la page l'écusson de Philippe dit le Bon ou de Charles le Téméraire, ducs de Bourgogne » se trouve à la Bibliothèque royale de Belgique et a été cité dans les inventaires des ducs de Bourgogne de 1467 et 1487. Grâce à l'autorisation du ministre de l'intérieur de Belgique, Barthélémy de Theux de Meylandt, copie de cet ouvrage est transmise à Jérôme Pichon qui entreprend de collationner les trois exemplaires.
Le Ménagier de Paris est enfin publié, en deux tomes, en 1846 sous le titre Le Ménagier de Paris. Traité de morale et d'économie domestique composé vers 1393 par un Parisien pour l'éducation de sa femme.
Il a bénéficié d’une édition plus récente en 1981 : Georgine Elizabeth Brereton et Janet Mackay Ferrier, Le Mesnagier de Paris, Oxford, Clarendon Press, 1981 (avec introduction critique et notes en anglais), reprise dans Le Mesnagier de Paris, Le Livre de Poche, 1994 (coll. "Lettres gothiques"), avec traduction en français moderne.
Sur la datation et l’identification de l’auteur, nouvelle mise au point de Bruno Laurioux dans Le règne de Taillevent : Livres et pratiques culinaires à la fin du Moyen Âge, Paris, Éditions de la Sorbonne, 1997, Chapitre 4. Le Menagier de Paris, p. 117-158 (édition électronique en ligne : https://books.openedition.org/psorbonne/34393?lang=fr).